# Chrysometa bigibbosa
Chrysometa bigibbosa là một loài nhện trong họ Tetragnathidae.
Loài này thuộc chi Chrysometa. Chrysometa bigibbosa được Eugen von Keyserling miêu tả năm 1864.